# 原向駅
原向駅（はらむこうえき）は、栃木県日光市足尾町にあるわたらせ渓谷鐵道わたらせ渓谷線の駅である。駅番号はWK14。

## 歴史
- 1912年（大正元年）12月31日：足尾鉄道の駅として開業[1][2]。
- 1918年（大正7年）6月1日：国有化され[1]、足尾線の駅となる。
- 1959年（昭和34年）1月20日：貨物取扱を廃止[1]。
- 1960年（昭和35年）
  - 3月1日：荷物扱い廃止[1]。
  - 12月20日：無人駅となる[3]。
- 1987年（昭和62年）4月1日：国鉄分割民営化に伴い、東日本旅客鉄道の駅となる[1]。
- 1989年（平成元年）3月29日：JR足尾線の第三セクター化により、わたらせ渓谷鐵道の駅となる[1]。

## 駅構造

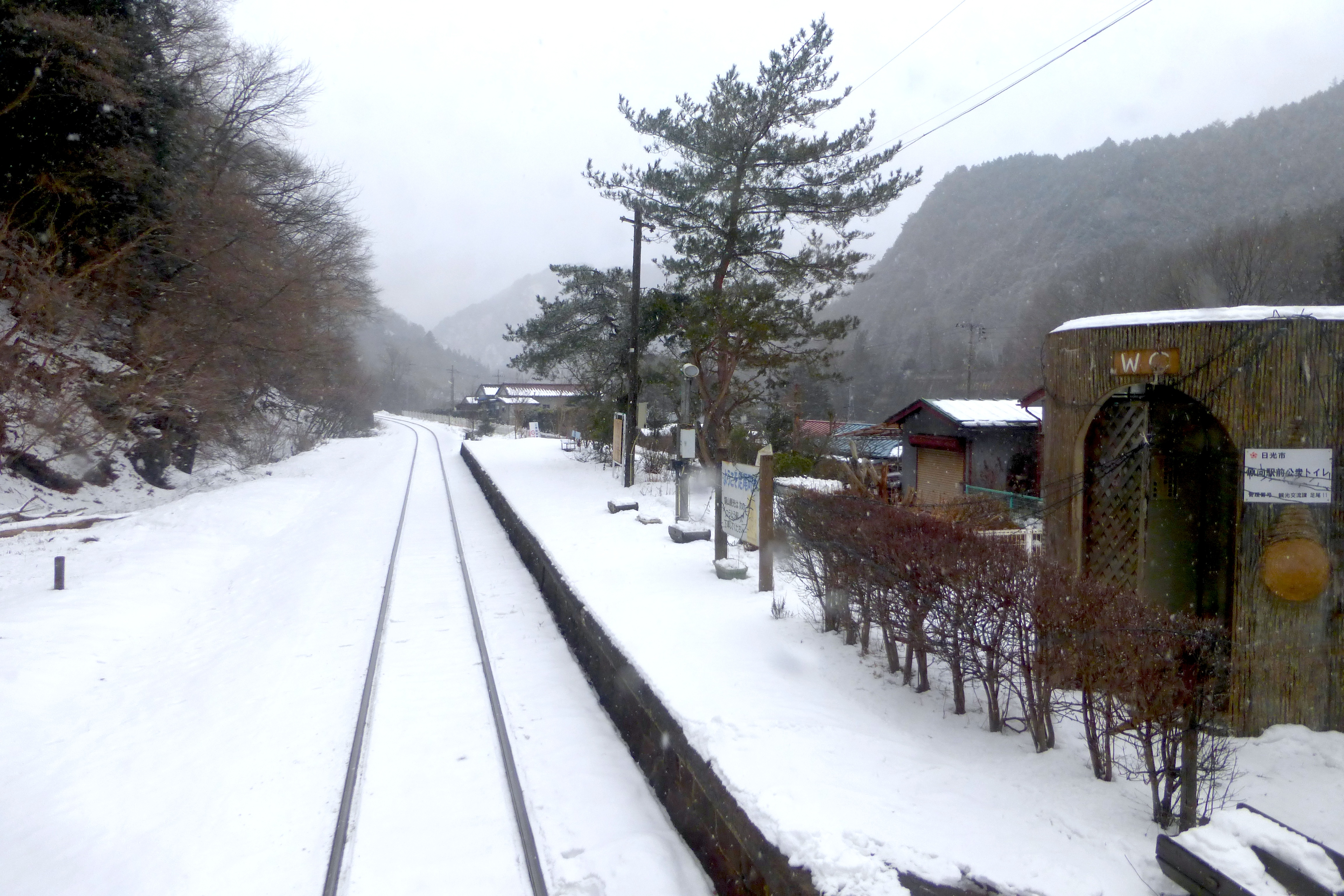
ホーム（2015年2月）

単式ホーム1面1線を有する地上駅。無人駅。トイレの建物が丸太の木の形になっている。

## 利用状況
足尾市街や桐生・大間々市街への買い物・通学に列車を利用する周辺住民の利用が多い。庚申山の登山口に近いため登山客も利用することがあるが、登山客の多くはタクシーが待機している隣の通洞駅を利用している。
1日の平均乗降人員は以下の通りである。
| 年度   | 1日平均人数 |
| ------ | ----------- |
| 2011年 | 3           |
| 2012年 | 5           |
| 2013年 | 4           |
| 2014年 | 6           |
| 2015年 | 5           |
| 2016年 | 4           |
| 2017年 | 2           |
| 2018年 | 2           |

## 駅周辺
- 国道122号（渡良瀬川の対岸を通る）
- 栃木県道139号原向停車場線

## 隣の駅
わたらせ渓谷鐵道
■わたらせ渓谷線
沢入駅（WK13） - 原向駅（WK14） - 通洞駅（WK15）